# Guarani Esporte Clube (Divinópolis)
Il Guarani Esporte Clube, noto anche semplicemente come Guarani, è una società calcistica brasiliana con sede nella città di Divinópolis, nello stato del Minas Gerais.

## Storia
Il club è stato fondato il 20 settembre 1930. Ha vinto il Campeonato Mineiro Segunda Divisão nel 1994, e il Campeonato Mineiro Módulo II nel 2002 e nel 2010. La miglior prestazione del Guarani nelle competizioni nazionali risale al 1981, quando ha partecipato alla Taça de Bronze, oggi Campeonato Brasileiro Série C, arrivando al 4º posto.

## Palmarès

### Competizioni statali
- Campeonato Mineiro Módulo II: 4

2002, 2010, 2018, 2024
- Campeonato Mineiro Segunda Divisão: 1

1994